# Discolops strigicollis
Discolops strigicollis är en skalbaggsart som beskrevs av Leon Fairmaire 1886. Discolops strigicollis ingår i släktet Discolops och familjen långhorningar.
Artens utbredningsområde är:
- Angola.
- Djibouti.

Inga underarter finns listade i Catalogue of Life.